# Marguerite Clark
Marguerite Clark (Avondale, 22 de fevereiro de 1883 – Nova Iorque, 25 de setembro de 1940) foi uma atriz norte-americana de teatro e cinema, ativa em filmes mudos entre 1900 e 1921.
Marguerite nasceu em Avondale, Ohio e faleceu em Nova Iorque, Nova Iorque.